# Tempsa malaya
Tempsa malaya är en insektsart som först beskrevs av Stsl 1854.  Tempsa malaya ingår i släktet Tempsa och familjen sköldstritar. Inga underarter finns listade i Catalogue of Life.